# Warrior, Alabama
Warrior là một thành phố thuộc quận Jefferson, tiểu bang Alabama, Hoa Kỳ. Dân số năm 2009 là 3153 người, mật độ đạt 125 người/km².